# Manassa
Manassa is een plaats (town) in de Amerikaanse staat Colorado, en valt bestuurlijk gezien onder Conejos County.

## Demografie
Bij de volkstelling in 2000 werd het aantal inwoners vastgesteld op 1042.
In 2006 is het aantal inwoners door het United States Census Bureau geschat op 1001, een daling van 41 (-3,9%).

## Geografie
Volgens het United States Census Bureau beslaat de plaats een oppervlakte van
2,4 km², geheel bestaande uit land. Manassa ligt op ongeveer 2330 m boven zeeniveau.

## Plaatsen in de nabije omgeving
De onderstaande figuur toont nabijgelegen plaatsen in een straal van 40 km rond Manassa.

## Geboren in Manassa
- Jack Dempsey (1895-1983), bokser